# Adolf Thomsen

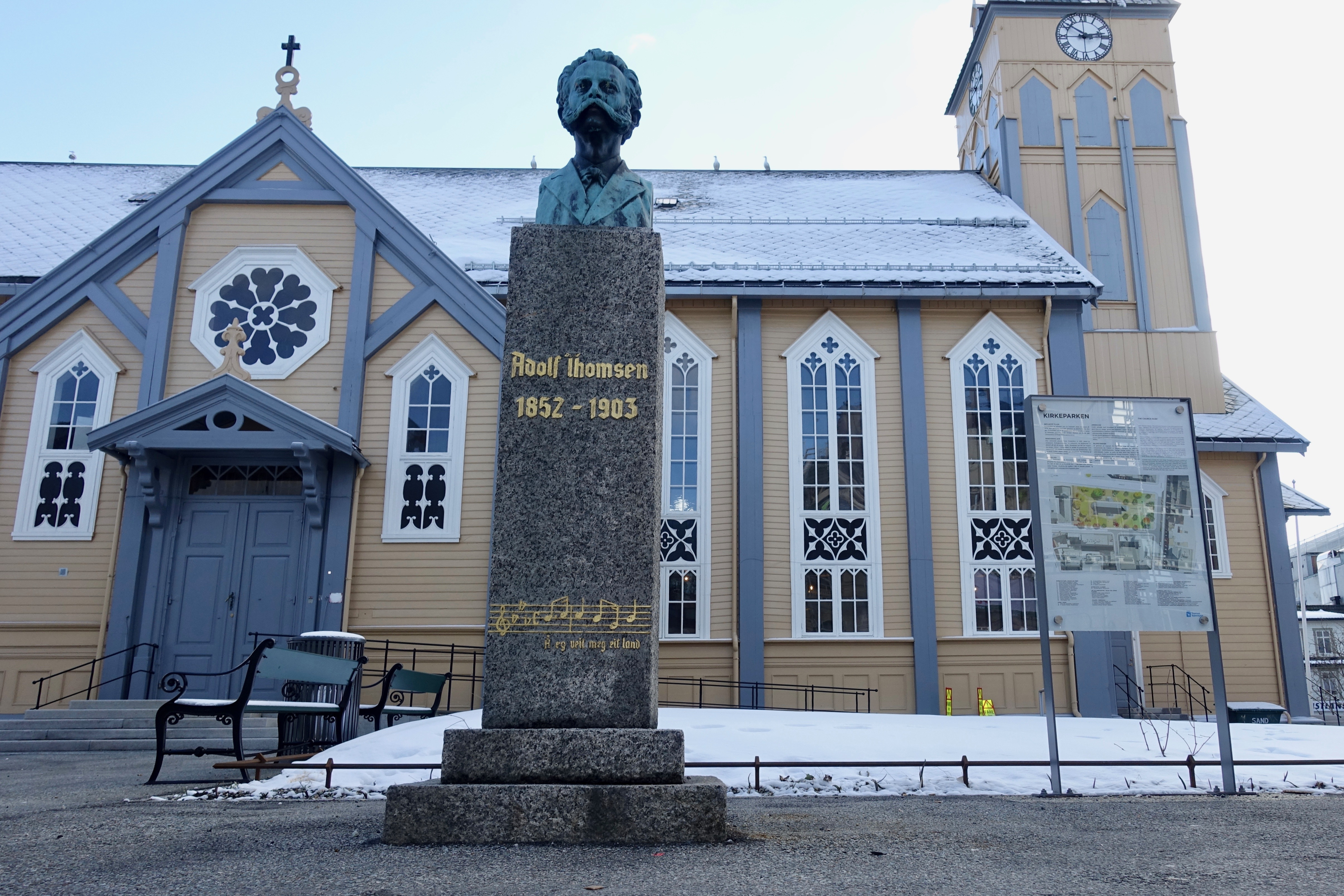
Busto de Adolf Thomsen, obra de Trygve Thorsen, inaugurado en 1946 junto a la catedral de Tromsø.

Adolf Kristian Thomsen (Bergen, 10 de julio de 1852 – Sandefjord, 24 de julio de 1903) fue un músico, compositor, organista y profesor de canto noruego. También se dedicó al comercio, abriendo una tienda de instrumentos musicales y otros artículos relacionados con la música en su propia casa de Tromsø. A partir de 1883 ocupó el cargo de organista de la catedral de Tromsø. Thomsen mantuvo una relación de amistad con Edvard Grieg, a quien dedicó varias de sus composiciones. Es principalmente conocido como autor de la melodía de Barndomsminne frå Nordland, también conocida como Å eg veit meg eit land, compuesta en 1901. 

## Biografía
Adolf Thomsen nació en Marken, un barrio histórico  de Bergen, en la costa suroeste de Noruega, el 10 de julio de 1852.

### Formación
Adolf Thomsen inició su formación musical en Bergen, donde recibió clases en la escuela de organistas de Ferdinand Vogel, un organista y docente prusiano, y de Ferdinand Giovanni Schediwy, director de orquesta, organista, compositor y docente originario de Bohemia que se estableció en Noruega en 1832. A pesar de haber aprendido también a tocar el violín, se inclinó tempranamente por el órgano. Posteriormente, continuó sus estudios en Oslo con Ludvig Mathias Lindeman, compositor, organista y teórico musical noruego, conocido por compilar y difundir la música folclórica noruega. 

### Trayectoria
Durante su etapa formativa en Bergen,  asumió la dirección de diversas asociaciones musicales y corales. A los 16 años, compuso su primera canción, Mens hjeller og lokkende lur («Mientras suena el cuerno seductor»), lo que demuestra su precoz talento. A los 17 años, fue nombrado organista de la Hospitalskirken en Bergen, iniciando así su carrera en la música religiosa. 
Colaboró con Ole Bull, el reconocido violinista noruego, y bajo la batuta de Edvard Grieg, preparó los coros para la Musikkselskapet Harmonien, incluyendo el ensayo de Landkjenning. Durante la década de 1870, Thomsen dirigió hasta once coros y cuartetos en Bergen. En 1878, uno de estos conjuntos, formado por trece cantantes, ofreció un concierto de primavera, reflejando su participación activa en la vida musical de la ciudad. 
En 1882, a solicitud propia, Thomsen obtuvo el puesto de organista en la Catedral de Tromsø, cargo que ejerció hasta su fallecimiento. Además de este trabajo, desarrolló una intensa actividad musical, dirigiendo varios coros, entre ellos el Tromsø Mandssangforening y el coro masculino de la Arbeiderforeningen. Además, fundó y dirigió una banda (janitsjarkorps) y promovió la adquisición del quiosco de música de Tromsø en 1892. También impartió clases de música y canto en varias escuelas, organizó diversas actividades educativas y musicales y abrió una tienda de instrumentos y otros artículos relacionados con la música en su propia casa en 1897. A través de esta tienda, facilitó la adquisición de instrumentos de calidad en la región, además de seleccionar y probar nuevos órganos de pedales para instituciones locales como el Seminario en 1895 y la Landskirken en 1899.

### Final
Thomsen padecía artritis reumatoide, enfermedad que se fue agravando con el tiempo, hasta impedirle llevar una vida normal y atender a sus actividades ordinarias, llegando a necesitar ayuda para desplazarse.
En la primavera de 1903, buscando alivio a su enfermedad, viajó a Sandefjord para someterse a un tratamiento en los baños termales de la localidad. Falleció allí el 24 de julio de ese mismo año, a la edad de 51 años, y sus restos fueron inhumados en el cementerio de la misma localidad, donde permanecen.
Su entierro en Sandefjord provocó críticas en Tromsø por no haberlo honrado adecuadamente. El coro local de Sandefjord aún realiza ofrendas en su tumba para honrar el legado cultural que dejó tras de sí.

## Obra
La obra de Thomsen, encuadrada en el movimiento del nacionalismo musical, abarca piezas corales, de órgano, piano y violín. Su producción incluye 25 preludios y fugas, 20 canciones para coro masculino, 60 para coro mixto, y varias cantatas. Su canción más reconocida, Barndomsminne frå Nordland, («Recuerdos de infancia de Nordland»),  tema creado en 1901, se considera un himno no oficial del norte de Noruega. Esta obra es apreciada por su emotiva melodía, que refleja el paisaje y la identidad cultural de la región. La letra fue publicada por primera vez en el periódico Den 17de Mai el 13 de agosto de 1896, y en 1900 apareció en la colección de himnos Salmer og Songar de Elias Blix.
Thomsen también publicó dos volúmenes de canciones escolares y puso música a más de 35 textos del poeta Elias Blix. Algunas de sus canciones más conocidas son Jeg har ei vært i andre land («No he estado en otros países») y Gud signe Norigs land («Dios bendiga la tierra de Noruega»), esta última cantada tanto dentro como fuera del país. Destaca también Når fjorden blåner («Cuando el fiordo se tiñe de azul»), que evoca la esencia de la primavera en Noruega. Piezas como la Mazurca para violín y piano además de varias para órgano destacan su capacidad para fusionar tradiciones noruegas con influencias contemporáneas.

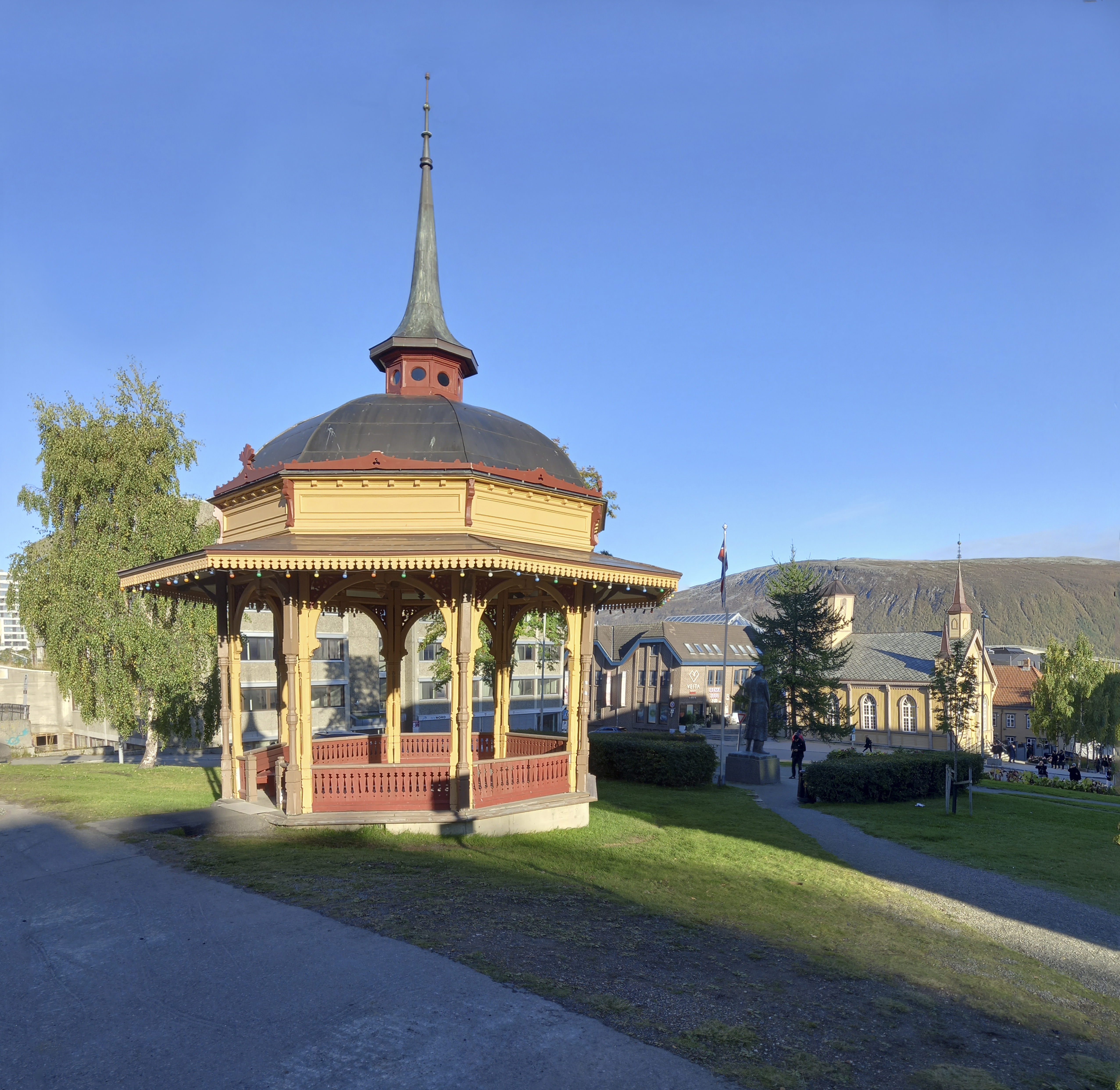
Quiosco de música de Tromsø, cuya adquisición fue promovida por Adolf Thomsen en 1892.

Además de la producción musical publicada, que incluye canciones y obras para diferentes agrupaciones, se han conservado numerosas obras manuscritas, las cuales son testimonio del proceso creativo seguido en el ámbito de la música nacionalista noruega.

## Familia
Adolf Thomsen fue hijo de Alexander Thomsen (1817-1865), un comerciante nacido en Naustdal, distrito de Sunnfjord, y de Cathrine Margrethe Meyer (1819-1909), nacida en Bergen. En 1883 contrajo matrimonio con Lorentze Emilie Engelsen (1856-1911), con quien tuvo al menos cinco hijos: tres hijas (Alfhild, Frida e Ingerid) y dos hijos (Einar y Sigvald). Este último, al igual que su padre, se dedicó a la música, convirtiéndose en un conocido violinista y director de orquesta, que formó parte del Bergensensemblet, un grupo de músicos activos en Bergen durante la década de 1950, continuando así la tradición musical de la familia Thomsen.

## Distinciones
- Un busto en honor de Thomsen, obra de Trygve Thorsen, conocido por su estilo realista en esculturas conmemorativas, fue esculpido en 1943 y erigido en 1946 en el Kirkeparken, junto a la catedral de Tromsø. En la parte inferior del pedestal están grabadas las notas iniciales, así como el verso «Å eg veit meg eit land» («Y yo conozco un país») de la canción Barndomsminne frå Nordland.

- Se le ha dedicado una calle en Tromsø, llamada Adolf Thomsens gate, que se extiende desde Bankgata hasta Fredrik Langes gate y está ubicada justo enfrente del busto erigido en honor del compositor.